# Mannophryne trujillensis
Mannophryne trujillensis é uma espécie de anfíbio anuro da família Dendrobatidae. Está presente na Venezuela. A UICN classificou-a como em perigo de extinção.